# Ariadna orientalis
Espèce
Ariadna orientalis est une espèce d'araignées aranéomorphes de la famille des Segestriidae.

## Distribution
Cette espèce est endémique du Japon.

## Description
Les femelles syntype mesurent de 6 à 7 mm,.

## Systématique et taxinomie
Cette espèce a été décrite par Dönitz et Strand en 1906. Elle est placée en synonymie avec Ariadna lateralis par Yaginuma en 1962. Elle est relevée de synonymie par Ono en 2009.

## Publication originale
- Bösenberg & Strand, 1906 : Japanische Spinnen. Abhandlungen der Senckenbergischen Naturforschenden Gesellschaft, vol. 30, p. 93-422 (texte intégral).